# Unsere Straße
Unsere Straße. Eine Chronik. Geschrieben im Herzen des faschistischen Deutschlands ist ein Roman von Jan Petersen. Das Buch erschien 1936 erstmals in Prag und 1947 in Deutschland.
Unsere Straße gilt als der einzige anti-nationalsozialistische Roman, der in Hitlerdeutschland selbst geschrieben und noch während des Dritten Reiches veröffentlicht wurde. Er ist als Tatsachenbericht anzusehen, bei dem allerdings die Namen und persönlichen Daten einiger der handelnden Personen verändert wurden, damit bei einer Entdeckung des Manuskriptes niemand belastet werden konnte.
Die Handlung setzt wenige Tage vor der Machtergreifung der Nationalsozialisten ein und endet Mitte des Jahres 1934. Die politischen Ereignisse der Zeit werden aus der Sicht eines im Untergrund aktiven antifaschistischen Widerstandskämpfers geschildert. Ort der Handlung ist hauptsächlich die Wallstraße (heute Zillestraße), eine Arbeiterstraße in Berlin-Charlottenburg.
Das Buch wurde von Petersen geheim und unter Lebensgefahr geschrieben und eingebacken in einen Kuchen über die Grenze nach Prag geschmuggelt. Ihm ist eine Liste der in Berlin-Charlottenburg ums Leben gekommenen Aktivisten beigefügt.
Unsere Straße wurde 2023 vom Jaron Verlag in einer neuen Auflage wieder veröffentlicht.